# قطعنامه ۱۸۵۳ شورای امنیت
قطعنامه ۱۸۵۳ شورای امنیت سازمان ملل متحد که در تاریخ ۱۹ دسامبر ۲۰۰۸ تصویب شد، سندی بین‌المللی دربارهٔ بررسی وضعیت در سومالی است. این قطعنامه طی نشست ۶۰۵۰ام با ۱۵ رای موافق، ۰ مخالف و ۰ ممتنع تصویب شد.